# Marie-Anne de Bavière (1734-1776)
Pour les articles homonymes, voir Marie-Anne de Bavière.
Marie-Anne-Josèphe de Bavière (Maria Anna Josepha Augusta) (7 août 1734 - 7 mai 1776) est une duchesse de Bavière par la naissance et une margravine de Bade-Bade par son mariage. Elle fut surnommée « le sauveur de la Bavière ». Elle est parfois appelée « Marie-Josèphe » (Maria-Josepha) et titrée princesse de Bavière.

## Biographie
Marie-Anne-Josèphe naquit le 7 août 1734 au château de Nymphembourg à Munich. Elle était le cinquième enfant du futur empereur Charles VII et de son épouse Marie-Amélie d'Autriche. Elle fut baptisée Maria Anna Josepha Augusta. En tant que membre de la maison de Wittelsbach qui régnait sur l'électorat de Bavière, elle fut titrée duchesse de Bavière.
Elle épousa Louis-Georges de Bade-Bade, le margrave régnant de Baden-Baden, fils de Louis-Guillaume de Bade-Bade et de sa femme Françoise-Sibylle de Saxe-Lauenbourg, qui avait assuré la régence du margraviat dans la jeunesse de Louis-Georges. Ils se marièrent au château d'Ettlingen à Baden le 20 juillet 1755 ; Marie-Anne était alors âgée de 20 ans et son mari de 53 ans. Ils n'eurent pas d'enfants, mais Louis-Georges avait encore une fille de son premier mariage, Elisabeth, qui ne pouvait cependant pas prétendre à sa succession.
Louis-Georges de Bade-Bade avait d'abord été marié à Marie-Anne de Schwarzenberg qui lui avait donné quatre enfants, mais dont seule Elisabeth avait survécu au-delà de l'enfance. Marie-Anne de Schwarzenberg était la seule fille du prince Adam-François de Schwarzenberg et d'Éléonore-Amélie de Lobkowicz.
Quand Louis-Georges mourut en 1761, Auguste-Georges de Bade-Bade lui succéda, et son épouse Marie Victoire d'Arenberg devint la femme la plus importante de la cour de Baden-Baden. Marie-Anne de Bavière développa une grande passion pour la diplomatie ; elle établit une alliance avec Frédéric II de Prusse pour protéger le trône de Bavière alors que son frère Maximilien III Joseph de Bavière n'avait pas d'enfants et craignait pour sa succession.
Devenue veuve, Marie-Anne de Bavière se retira rapidement dans sa Bavière natale et mourut au château de Nymphembourg à Munich. Elle fut enterrée à l'église des Théatins, la crypte traditionnelle des souverains de Bavière.